# مطار الملك سلمان الدولي
مطار الملك سلمان الدولي هو مطار دولي يقع في الرياض عاصمة المملكة العربية السعودية، أعلن الأمير محمد بن سلمان بن عبد العزيز آل سعود عن إطلاق المخطط العام له في 28 نوفمبر 2022؛ تحت إشراف مجلس التأسيس برئاسته والإشراف المباشر من قبل صندوق الاستثمارات العامة، لتكون الرياض بوابة للعالم، ووجهة عالمية للنقل والتجارة والسياحة، وجسراً يربط الشرق والغرب، وسيسهم المطار في دعم خطط السعودية لتكون مدينة الرياض ضمن أكبر 10 اقتصادات مدن في العالم، ولمواكبة النمو المستمر في عدد سكانها والذي يستهدف الوصول إلى ما يتراوح بين 15 و 20 مليون نسمة بحلول عام 2030،

## المساحة
سيكون المطار واحداً من أكبر المطارات في العالم، ويمتد على مساحة تبلغ نحو 57 كم²، وتشمل الصالات الحالية تحت مسمى صالات الملك خالد، و 6 مدارج طيران، إضافة إلى 12 كم² من المرافق المساندة، والأصول السكنية، والترفيهية، والمحلات التجارية، ومرافق لوجستية.

## التسلسل الزمني
- 2026: افتتاح مبنى الطيران الخاص
- 2027: مدرج جديد
- 2028: مبنى جديد
- 2030: المبنى الأبرز
- 2034: تنتهي أعمال البناء

## الطاقة الاستيعابية
سيعمل المطار على رفع الطاقة الاستيعابية لتصل إلى 100 مليون مسافر بحلول عام 2030. كما يستهدف الوصول إلى 185 مليون مسافر، ومرور ما يصل إلى 3,5 ملايين طن من البضائع بحلول عام 2050.